# Vuorisaari (Kotka)
Vuorisaari est une île de l'archipel de Kotka dans le golfe de Finlande en Finlande.

## Géographie
Vuorisaari à une superficie de 87,3 hectares et sa plus grande longueur est de 2,1 kilomètres dans une direction Sud-est Nord-ouest.